# Dielocroce vartianae
Dielocroce vartianae är en insektsart som beskrevs av Hölzel 1975. Dielocroce vartianae ingår i släktet Dielocroce och familjen Nemopteridae. Inga underarter finns listade i Catalogue of Life.